# Silvia Bosurgi
Silvia Bosurgi (Messina, 17 de abril de 1979) é uma jogadora de polo aquático italiana, campeã olímpica.

## Carreira
Silvia Bosurgi fez parte do elenco campeão olímpico de Atenas 2004.